# 毛轴黑鳞假瘤蕨
毛轴黑鳞假瘤蕨（学名：Phymatopteris ebenipes var. oakesii）为水龙骨科假瘤蕨属下的一个变种。

## 扩展阅读
- 維基物種上的相關：毛轴黑鳞假瘤蕨